# Parques Culturales Bicentenario
Los Parques Culturales Bicentenario en Perú serán espacios públicos que contaran con infraestructura ecológica y cultural que promueven la identidad y los valores ciudadanos. Se crearán 26 Parques Culturales Bicentenario en el marco de una propuesta descentralizada de la conmemoración del Bicentenario de la Independencia del Perú. Estos estarán ubicados en zonas de alta densidad poblacional y en lugares con mayor déficit de espacios públicos y servicios culturales, con el fin de contribuir en la construcción de ciudades más equitativas y sostenibles.
Para ello se propone articular una Red Nacional de Parques Culturales Bicentenario, que comparta contenidos, recursos y buenas prácticas de gestión de forma abierta y descentralizada, convirtiéndose en una propuesta replicable por gobiernos regionales y locales, que harán crecer esta red en todo el país.

## Construcción

### Cartas para mi Parque
El Proyecto Especial Bicentenario lanzó una campaña de consulta ciudadana con el fin de recoger ideas, saberes y propuestas que sirvan para enriquecer el contenido de cada Parque Bicentenario. Para ello se abrió una plataforma donde se invitó a la ciudadanía en general a redactar una carta y poder plantear su idea, expectativa, propuesta y servicios que esperan encontrar en el Parque Bicentenario de su región, dichas cartas fueron recopiladas de manera abierta desde su lanzamiento el 24 de julio del 2020 hasta finales de agosto para ser expuestas en la página web del proyecto y en los propios Parques Bicentenario tras su inauguración.

### Concurso de Ideas de Arquitectura y Paisajismo
El proyecto Parques Culturales Bicentenario es una apuesta por una política pública centrada en la ciudadanía y con un enfoque intercultural, que busca mitigar las brechas de acceso al espacio público y a los servicios culturales, convirtiéndose en uno de los legados más importantes que ofrecerá el Bicentenario para las ciudades. Por ello en junio del 2020, el Colegio de Arquitectos del Perú, en coordinación con el Proyecto Especial Bicentenario, anuncio el lanzamiento de un Concurso de Ideas de Arquitectura y Paisajismo abierto a nivel nacional para un total de 24 Parques Culturales Bicentenario ubicados en todas las regiones del país, con excepción de las ciudades de Ayacucho y Lima que no fueron materia del concurso debido a que sus características son distintas.

El objetivo de dicha convocatoria fue de proporcionar pautas arquitectónicas y paisajísticas coherentes con las características de los lugares donde se construirán los Parques Culturales Bicentenario, incluyendo condiciones climáticas, medio ambiente, topografía, recursos hídricos, tecnología disponible, materiales locales y características culturales específicas de cada uno de estos. El concurso fue multi-sitio, es decir que hubo un concurso y un ganador por cada Parque Cultural Bicentenario, finalizando el 17 de agosto del 2020.

## Componentes
Todos los Parques Bicentenario contarán con los mismos componentes, pero su diseño será único, de acuerdo al carácter particular que identifica a la ciudad. Un aspecto fundamental es la diversidad de condiciones bioclimáticas del Perú, por la cual cada proyecto tendrá un diseño específico que garantice condiciones ambientales óptimas para el desarrollo pleno de sus actividades. Todo Parque Bicentenario tendrá cinco componentes esenciales:
| Componentes del Parque Cultural Bicentenario | Componentes del Parque Cultural Bicentenario | Componentes del Parque Cultural Bicentenario | Componentes del Parque Cultural Bicentenario | Componentes del Parque Cultural Bicentenario |
| Área ecológica | Explanada cultural | Centro de Recursos para la Ciudadanía (CREC) | Biblioteca | Centro Cultural |
| --- | --- | --- | --- | --- |
| Espacio abierto e inclusivo con el fin de promover el bienestar y la salud a través de la conexión con la naturaleza. Está enfocado en la educación ambiental, la preservación de la biodiversidad local y la integración social con especial atención en la primera infancia y las personas con discapacidad. | Es un espacio libre y democrático que sirve como plataforma para el desarrollo de actividades sociales y culturales como ferias, conciertos y ensayos, convirtiéndose así en un espacio de interacción, intercambio y celebración. Cuenta con una plaza y un anfiteatro. | Es un espacio convocante e interactivo que promueve la participación ciudadana en la construcción colectiva de nuevas narrativas de nuestras ciudades, regiones y nación en base al diálogo y la tolerancia. Cuenta con salas expositivas y un laboratorio creativo. | Es un espacio confortable que estimula la generación e intercambio de conocimientos donde convive la lectura individual y las actividades colaborativas. Cuenta con estantería abierta y una mediateca con recursos orientados para niños, adultos y personas con discapacidad. | Espacio dinámico que impulsa el desarrollo creativo y la identidad de la comunidad por medio de espacios flexibles para toda clase de actividades culturales. Cuenta con un auditorio, sala de usos múltiples y talleres. |

## Sedes

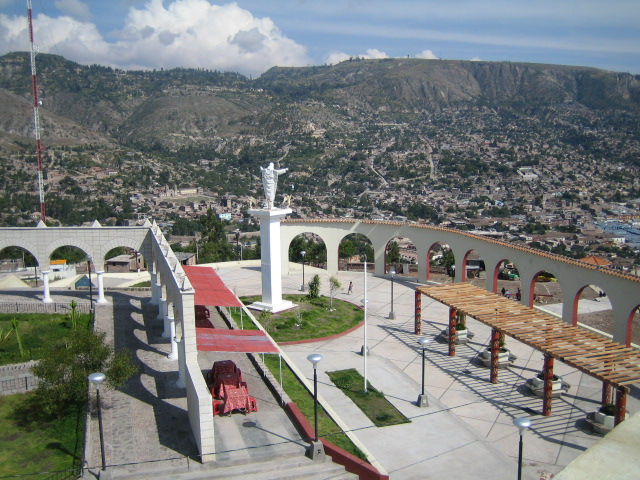
El Mirador del Cerro Acuchimay, espacio donde construirá el Parque Cultural Bicentenario de Ayacucho.

| Sedes de los Parques Culturales Bicentenario | Sedes de los Parques Culturales Bicentenario                                           | Sedes de los Parques Culturales Bicentenario | Sedes de los Parques Culturales Bicentenario | Sedes de los Parques Culturales Bicentenario |
| Región                                       | Ubicación                                                                              | Extensión                                    | Inauguración                                 | Referencia                                   |
| -------------------------------------------- | -------------------------------------------------------------------------------------- | -------------------------------------------- | -------------------------------------------- | -------------------------------------------- |
| Callao                                       | Parque Zonal Ventanilla, Ventanilla                                                    | 17.5 ha                                      | -                                            | [ 6 ]                                        |
| Piura                                        | Parque San Eduardo, Piura                                                              | 9.4 ha                                       | -                                            | [ 7 ]                                        |
| Amazonas                                     | Parque El Molino, Chachapoyas                                                          | 7.5 ha                                       | -                                            | [ 8 ]                                        |
| Ayacucho                                     | Cerro Mirador Acuchimay, Ayacucho                                                      | 6.0 ha                                       | -                                            | [ 9 ]                                        |
| Cusco                                        | Parque Recreacional Ecológico, Cusco                                                   | 4.6 ha                                       | -                                            | [ 10 ]                                       |
| Arequipa                                     | Estadio Miguel Grau, Paucarpata                                                        | 4.4 ha                                       | -                                            | [ 11 ]                                       |
| Apurímac                                     | Ex Camal Municipal, Abancay                                                            | 3.7 ha                                       | -                                            | [ 12 ]                                       |
| San Martín                                   | Urbanización Vista Alegre, Moyobamba                                                   | 3.3 ha                                       | -                                            | [ 13 ]                                       |
| Puno                                         | Malecón de la Universidad Nacional del Altiplano de Puno, Puno                         | 2.8 ha                                       | -                                            | [ 14 ]                                       |
| Loreto                                       | Parque Zonal Héroes del Cenepa, Iquitos                                                | 2.7 ha                                       | -                                            | [ 15 ]                                       |
| Huánuco                                      | Parque San Pedro, Huánuco                                                              | 2.2 ha                                       | -                                            | [ 16 ]                                       |
| Madre de Dios                                | Parque la Joya, Puerto Maldonado                                                       | 2.2 ha                                       | -                                            | [ 17 ]                                       |
| Junín                                        | Parque Santa Isabel, Huancayo                                                          | 2.1 ha                                       | -                                            | [ 18 ]                                       |
| Lambayeque                                   | Parque Jorge Chávez y Predio OU, Chiclayo                                              | 1.5 ha                                       | -                                            | [ 7 ]                                        |
| Lima                                         | Parque Mirador Manzanares, Huacho                                                      | 1.5 ha                                       | -                                            | [ 19 ]                                       |
| Lima                                         | Ribera del Río Rimac, Lima                                                             | -                                            | -                                            | [ 20 ]                                       |
| Ica                                          | Parque Felipe Zunini y Parque Guardia Civil-PNP, Ica                                   | 1.3 ha                                       | -                                            | [ 21 ]                                       |
| Ucayali                                      | Complejo 9 de Octubre, Pucallpa                                                        | 1.3 ha                                       | -                                            | [ 22 ]                                       |
| La Libertad                                  | Ex Terminal Terrestre Santa Cruz, Trujillo                                             | 1.2 ha                                       | -                                            | [ 23 ]                                       |
| Tacna                                        | Urbanización Asociación Pro Vivienda Magisterial, Tacna                                | 1.1 ha                                       | -                                            | [ 24 ]                                       |
| Áncash                                       | Parque Pedregal, Huaraz                                                                | 1.0 ha                                       | -                                            | [ 25 ]                                       |
| Huancavelica                                 | Coliseo Pampa Amarilla, Quioscos, Ex Botica Municipal y Coliseo de Toros, Huancavelica | 1.0 ha                                       | -                                            | [ 26 ]                                       |
| Moquegua                                     | Asentamiento Humano Pampas de San Antonio, Moquegua                                    | 1.0 ha                                       | -                                            | [ 27 ]                                       |
| Cajamarca                                    | Complejo Gran Qhapac Ñan, Cajamarca                                                    | 0.9 ha                                       | -                                            | [ 28 ]                                       |
| Pasco                                        | Parque Túpac Amaru, Cerro de Pasco                                                     | 0.9 ha                                       | -                                            | [ 29 ]                                       |
| Tumbes                                       | Parque Las Flores, Tumbes                                                              | 0.8 ha                                       | -                                            | [ 7 ]                                        |

### Otras construcciones
Por iniciativas de algunas municipalidades, la construcción de un Parque Bicentenario se replico en ciertos sectores del país:
- El 15 de agosto de 2020 se inauguró en San Isidro el Parque Bicentenario en un terreno de 20.000 m² alberga áreas verdes, una plazuela que permite encuentros culturales, un centro de reunión vecinal, ambientes recreativos familiares y juegos para niños. Por otro lado, ciclistas y peatones pueden transitar libremente por una ciclosenda en uno de los malecones que une con Miraflores.[30]